# Ingrida Šimonytė
Ingrida Šimonytė (født 15. november 1974 i Vilnius) er en litauisk politiker og økonom, som var været Litauens premierminister siden 2020. Hun har været medlem af Litauens parlament, Seimas, fra 2016 og var finansminister i Kubilius' anden regering fra 2009 til 2012. Šimonytė stillede op til præsidentvalget i 2019, men tabte i en anden valgrunde til Gitanas Nausėda. Hun har været medlem af partiet Hjemlandsunionen siden 2022, efter tidligere at have været partiløs.
Šimonytė dimitterede fra Vilnius Universitet med en bachelorgrad i business administration i 1996, og hun fik en mastergrad i økonomi 1998. Hun begyndte sin karriere som økonom som chef for skatteafdelingen i Finansministeriet indtil 2004. Hun forblev i skatteafdelingen, indtil hun blev finansminister i 2009. Efter tiden som finansminister blev hun i 2012 udnævnt til næstformand for bestyrelsen for Litauens centralbank, og hun underviste i økonomi på Vilnius Universitet.
Šimonytė vendte tilbage til politik i 2016, da hun stillede op til parlamentsvalget i 2016 og vandt en vandt plads i parlamentet. Hun stillede op uden for partierne, men fik støtte fra Hjemlandsunionen. I 2018 annoncerede Šimonytė at hun ville stille op til præsidentvalget i 2019. Hun blev opstillet som Hjemlandsunionens kandidat, fortsat uden at være partimedlem. I første valgrunde 12. maj 2019 vandt hun knebent, men blev nummer to efter den partiløse kandidat Gitanas Nausėda i anden valgrunde 26. maj.
Hun blev genvalgt til parlamentet ved parlamentsvalget i 2020, hvor Hjemlandsunionen fik flertal i parlamentet. Šimonytė blev foreslået som premierminister og dannede en koalition bestående af partierne Hjemlandsunionen, Liberal Bevægelse og Frihedspartiet. Šimonytės regering tiltrådte 11. december 2020.